# Truckin' Up to Buffalo
Truckin' Up to Buffalo è un album dal vivo del gruppo musicale statunitense Grateful Dead, pubblicato nel 2005 ma registrato nel 1989.

## Tracce

### Disco 1
1. Bertha (Robert Hunter, Jerry Garcia) - 7:57
2. Greatest Story Ever Told (Hunter, Mickey Hart, Bob Weir) - 4:36
3. Cold Rain and Snow (traditional, arr. Grateful Dead) - 6:45
4. Walkin' Blues (Robert Johnson) - 6:57
5. Row Jimmy (Hunter, Garcia) - 10:50
6. When I Paint My Masterpiece (Bob Dylan) - 6:09
7. Stagger Lee (Hunter, Garcia) - 6:01
8. Looks Like Rain (John Barlow, Weir) - 7:11
9. Deal (Hunter, Garcia) - 7:53
10. Touch of Grey (Hunter, Garcia) - 6:30
11. Man Smart, Woman Smarter (Norman Span) - 8:47

### Disco 2
1. Ship of Fools (Hunter, Garcia) - 8:13
2. Playing in the Band (reprise) (Hunter, Hart, Weir) - 3:30
3. Terrapin Station (Hunter, Garcia) - 12:18
4. Drums (Hart, Bill Kreutzmann) - 9:00
5. Space (Garcia, Phil Lesh, Weir) - 7:28
6. I Will Take You Home (Brent Mydland) - 3:53
7. All Along the Watchtower (Dylan) - 5:52
8. Morning Dew (Bonnie Dobson, Tim Rose) - 11:10
9. Not Fade Away (Buddy Holly, Norman Petty) - 10:08
10. U.S. Blues (Hunter, Garcia) - 6:03